# Papillaria densifolium
Papillaria densifolium là một loài Rêu trong họ Meteoriaceae. Loài này được Thér. mô tả khoa học đầu tiên năm 1939.